# Essai en mer

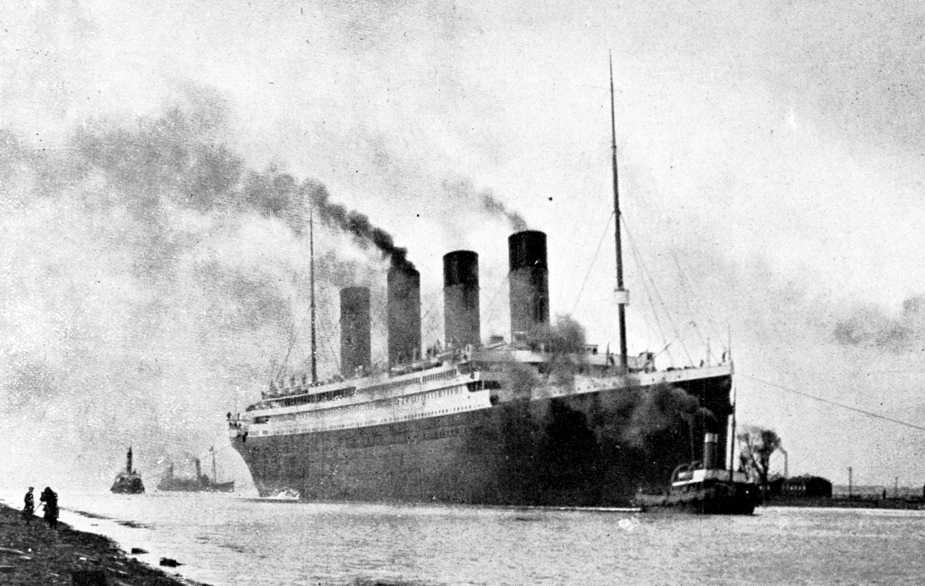
Le Titanic lors de ses essais en mer en avril 1912.

Un essai en mer est la phase d'essai d'une embarcation (bateaux, navires, sous-marins...), également appelé « croisière inaugurale » par de nombreux membres du personnel naval. Il s'agit généralement de la dernière phase de construction et se déroule en eau libre, et cela peut durer de quelques heures à plusieurs jours.
Des essais en mer sont menés pour mesurer les performances et la navigabilité générale d'un navire. Les tests de vitesse, de manœuvrabilité, d'équipement et de sécurité d'un navire sont généralement effectués. Sont généralement présents des représentants techniques du constructeur (et des constructeurs de grands systèmes), des responsables de la gouvernance et de la certification et des représentants des propriétaires. Des essais en mer réussis mènent par la suite à la certification d'un navire pour la mise en service et l'acceptation par son propriétaire.
Bien que l'on pense généralement que les essais en mer ne sont menés que sur des navires neufs (désignés par les constructeurs navals comme des « essais de construction »), ils sont également régulièrement menés sur des navires en service. Dans les nouveaux navires, ils sont utilisés pour déterminer la conformité aux spécifications de construction. Sur les navires en service, ils sont généralement utilisés pour confirmer l'impact de toute modification.
Les essais en mer peuvent également faire référence à un court voyage d'essai entrepris par un acheteur potentiel d'un navire neuf ou d'occasion comme un facteur déterminant dans l'opportunité d'acheter le navire.

## Essais typiques

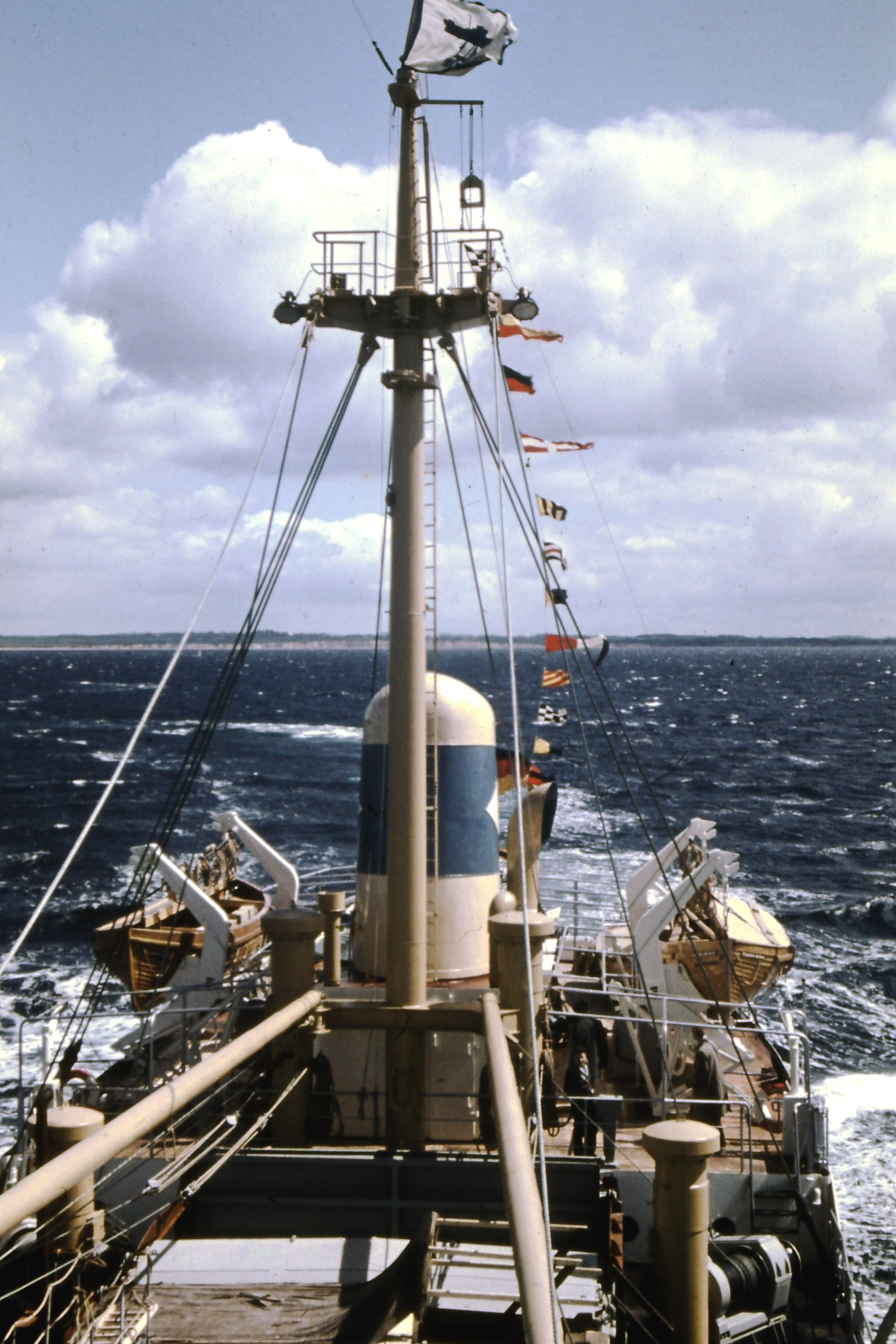
Le Sabine Howaldt lors d'essais en mer dans le fjord de Kiel en mai 1958.

Les essais en mer sont assez normalisées au moyen des bulletins techniques publiés par le CIBT, SNAME, BMT, les organismes de réglementation ou les propriétaires. Ils impliquent des démonstrations et des tests des systèmes et des performances du navire.

### Essai de vitesse
Dans un essai de vitesse, le navire est lesté ou chargé à un tirant d'eau prédéterminé et la machine de propulsion est réglée sur le réglage de service maximum contracté, généralement un certain pourcentage de la puissance maximale continue de la machine (ex : 90% d'évaluation continue maximale). Le cap du navire est ajusté pour que le vent et la marée soient aussi proches que possible de la proue. Le navire est autorisé à prendre de la vitesse et celle-ci est enregistrée en continu à l'aide du GPS différentiel. L'essai sera exécuté avec différentes vitesses, de celle de conception à la maximale. Le navire est ensuite tourné de 180° et la procédure est à nouveau suivie. Cela réduit l'impact du vent et de la marée. La « vitesse d'essai » finale est déterminée en faisant la moyenne de toutes les vitesses mesurées pendant chacune des courses. Ce processus peut être répété dans divers états de la mer.

### Crash stop
Pour tester un arrêt en cas de collision, le navire est lesté ou chargé à un tirant d'eau prédéterminé et la machine de propulsion est réglée sur le réglage de service maximum contracté, généralement un certain pourcentage de la puissance maximale continue de la machine. L'essai commence une fois que l'ordre « Execute Crash Stop » est donné. À ce stade, la machinerie de propulsion est placée complètement à l'arrière et la barre est placée à bâbord ou à tribord toute. La vitesse, la position et le cap sont enregistrés en continu à l'aide du GPS différentiel. L'heure finale d'arrêt (lorsque la vitesse du navire est de 0 nœud), la dérive (distance parcourue perpendiculairement à la route d'origine) et l'avance (distance parcourue le long de la ligne de route d'origine) sont toutes calculées. L'essai peut être répété à différentes vitesses de démarrage.

### Endurance
Pendant les essais d'endurance, le navire est lesté ou chargé à un tirant d'eau prédéterminé et la machine de propulsion est réglée sur le réglage de service maximum contracté, généralement un certain pourcentage de la puissance maximale continue de la machine. Le débit de carburant, les températures de l'eau d'échappement et de refroidissement et la vitesse du navire sont tous enregistrés.

### Essais de manœuvre
Les essais de manœuvre impliquent un certain nombre d'essais pour déterminer la manœuvrabilité et la stabilité directionnelle du navire. Il s'agit notamment de manœuvres en spirale directe et inversée, en zigzag et en propulseur latéral.

### Tenue en mer
Les essais de tenue en mer sont pratiqués exclusivement pour les navires à passagers, mais sont maintenant utilisés dans une variété de navires. Ils impliquent des mesures des mouvements des navires dans divers états de la mer, suivies d'une série d'analyses pour déterminer les niveaux de confort, la probabilité de mal de mer et les dommages à la coque. Les essais sont généralement prolongés par nature en raison de l'imprévisibilité de trouver le bon état de la mer et de la nécessité de mener les essais à divers caps et vitesses.